# Le Repos du guerrier
Le Repos du guerrier est un roman de Christiane Rochefort (1917 - 1998) paru en 1958. Il reçut le Prix de la Nouvelle Vague la même année.

## Résumé
Geneviève Le Theil, jeune femme de la bourgeoisie, sauve un jeune homme du suicide, Jean-Renaud Sarti, un fainéant et un alcoolique. Celui-ci s'installe chez elle. C'est pour elle une histoire d'amour, elle se soumet à Renaud qui profite de la situation, elle tombe malade et rompt ses relations avec sa mère et sa meilleure amie. Renaud ne la croit subjuguée que par le plaisir sexuel. Il est souvent au lit à lire des romans policiers et s'enivre dans les bistrots parisiens.
Renaud s'attache à une de ses amies, Rafaele, qui vit avec un sculpteur. Geneviève tombe enceinte et Renaud, malade, décide de l'épouser.

## Commentaires
Le roman serait inspiré de la liaison de l'autrice avec le romancier Henri-François Rey ou avec le pacifiste Israélien Amos Kenan.

## Adaptations
Raf Vallone l'adapte pour le théâtre, la pièce est créée en 1961 au Théâtre de Paris avec une mise en scène de Jean Mercure.
Roger Vadim en fait un film en 1962 avec Brigitte Bardot, Le Repos du guerrier.